# Communauté de communes Haut Berry Val de Loire
Die Communauté de communes Haut Berry Val de Loire ist ein ehemaliger französischer Gemeindeverband mit der Rechtsform einer Communauté de communes im Département Cher in der Region Centre-Val de Loire. Sie wurde am 20. Oktober 2009 gegründet und umfasste acht Gemeinden. Der Verwaltungssitz befand sich im Ort Boulleret.

## Historische Entwicklung
Mit Wirkung vom 1. Januar 2017 fusionierte der Gemeindeverband mit
- Communauté de communes Cœur du Pays Fort sowie
- Communauté de communes du Sancerrois

und bildete so die Nachfolgeorganisation Communauté de communes Pays Fort Sancerrois Val de Loire.

## Ehemalige Mitgliedsgemeinden
1. Bannay
2. Belleville-sur-Loire
3. Boulleret
4. Léré
5. Sainte-Gemme-en-Sancerrois
6. Santranges
7. Savigny-en-Sancerre
8. Sury-près-Léré